# Forró László (fizikus)
Forró László (Péterréve, 1955. július 12. –) szerbiai magyar fizikus, egyetemi tanár. A fizikai tudományok doktora (1985), a Magyar Tudományos Akadémia külső tagja (2007).

## Életpályája
1974–1979 között az ELTE fizika szakán tanult. 1980–1991 között a Zágráb Egyetem Fizikai Kutatóintézetének munkatársa volt. 1980–1982 között Franciaországban volt tanulmányúton. 1985-ben Horvátországban PhD fokozatot szerzett. 1985-ben Németországba, 1986–1987 között ismét Franciaországba tett tanulmányutat. 1989–1991 között az USA-ban tartózkodott tanulmányútján. 1991-től a Lausanne-i Federális Műszaki Egyetemen dolgozik. 2002 óta egyetemi tanár. 2003–2008 között a Komplex Anyagok Fizikája Intézetnek tanszékvezetője volt. 2007 óta a Magyar Tudományos Akadémia külső tagja. 2010 óta a Horvát Tudományos Akadémia levelező tagja.

## Díjai
- Spiridon Brusina-díj (Horvát Természettudományos Társaság díja) (2005)
- Doctor honoris causa díj (Szegedi Tudományegyetem) (2010)